# Beschluss (deutsches Recht)
Der Beschluss ist eine Form der gerichtlichen Entscheidung, bei der in der Regel keine mündliche Verhandlung vorgeschrieben ist oder die einzelne Verfahrensfragen betrifft und gegen die das Rechtsmittel der Beschwerde eingelegt werden kann. Ein Beschluss ist in der Regel eine Entscheidung nach Aktenlage. Er kann durch einen einzelnen Richter, einen aus mehreren Richtern bestehenden Spruchkörper oder durch einen Rechtspfleger ergehen. Im vorläufigen Rechtsschutz kann ein Hängebeschluss ergehen.

## Abgrenzung
Andere Formen der gerichtlichen Entscheidungen neben dem Beschluss sind das Urteil und die Verfügung. In welcher Form zu entscheiden ist, regelt das jeweilige Verfahrensrecht je nach Gerichtszweig in der jeweiligen Prozess- oder Verfahrensordnung.
Urteile erfolgen in der Regel nach mündlicher Verhandlung oder zur abschließenden Entscheidung in einem Verfahren. Statt der Beschwerde beim Beschluss ist gegen ein Urteil die Berufung oder Revision das zulässige Rechtsmittel.
Die Verfügung bezeichnet im Prozessrecht im Allgemeinen die Arbeitsanweisung eines Richters, Rechtspflegers oder Sachbearbeiters bei Gericht zur Prozess- und Verfahrensleitung. Im Rahmen der materiellen Prozessleitung im Zivilprozessrecht können nach § 139 Zivilprozessordnung Hinweisbeschlüsse an die Verfahrensbeteiligten ergehen.

## Familien- und Arbeitsgerichtsbarkeit
Bei manchen Verfahrensarten wird ausschließlich durch Beschluss entschieden, so insbesondere in der freiwilligen Gerichtsbarkeit. Beschlüsse nach dem Gesetz über das Verfahren in Familiensachen und in den Angelegenheiten der freiwilligen Gerichtsbarkeit (FamFG) können unter ähnlichen Voraussetzungen wie Urteile berichtigt und ergänzt werden (§ 42, § 43 FamFG).
In der Arbeitsgerichtsbarkeit können Streitigkeiten, die einen kollektivrechtlichen Anspruch oder ein kollektivrechtliches Rechtsverhältnis zum Gegenstand haben, durch einen Beschluss im sogenannten Beschlussverfahren erledigt werden.

Bildbeispiel für einen Beschluss
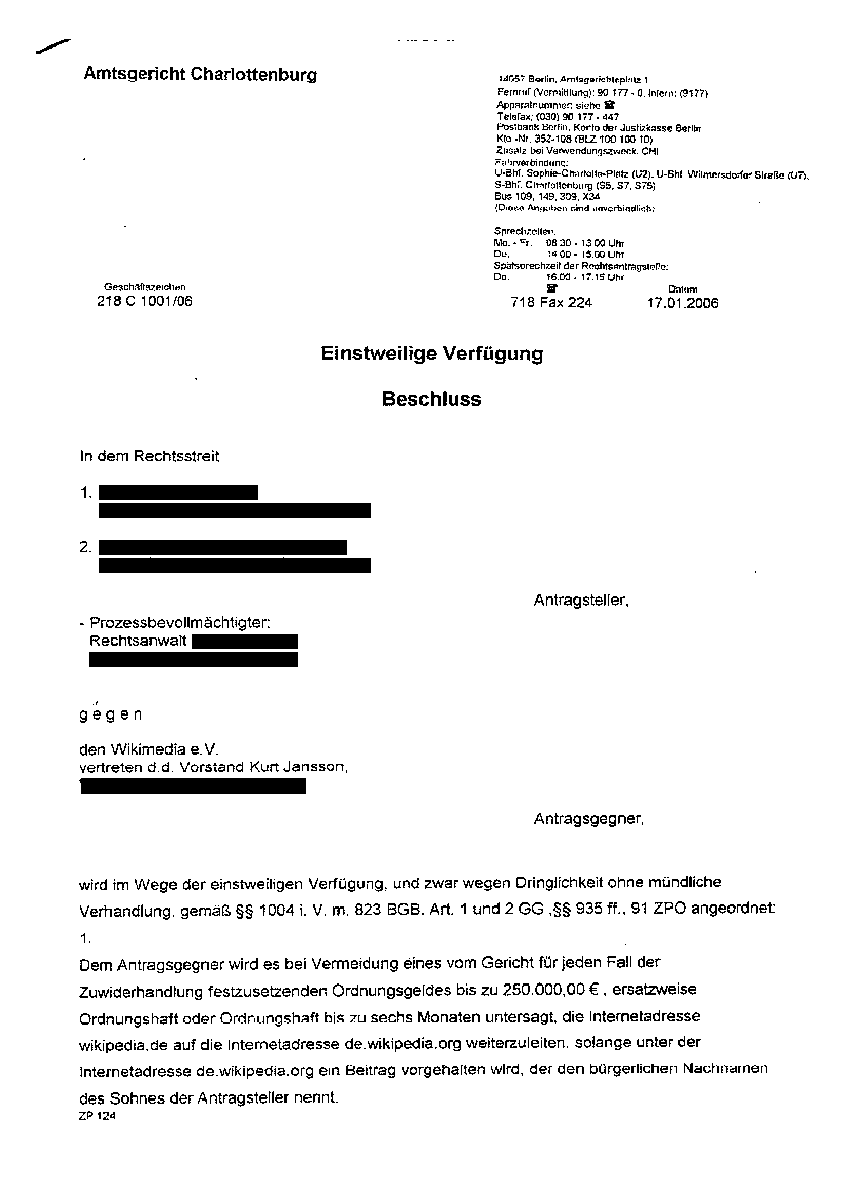
Seite 1
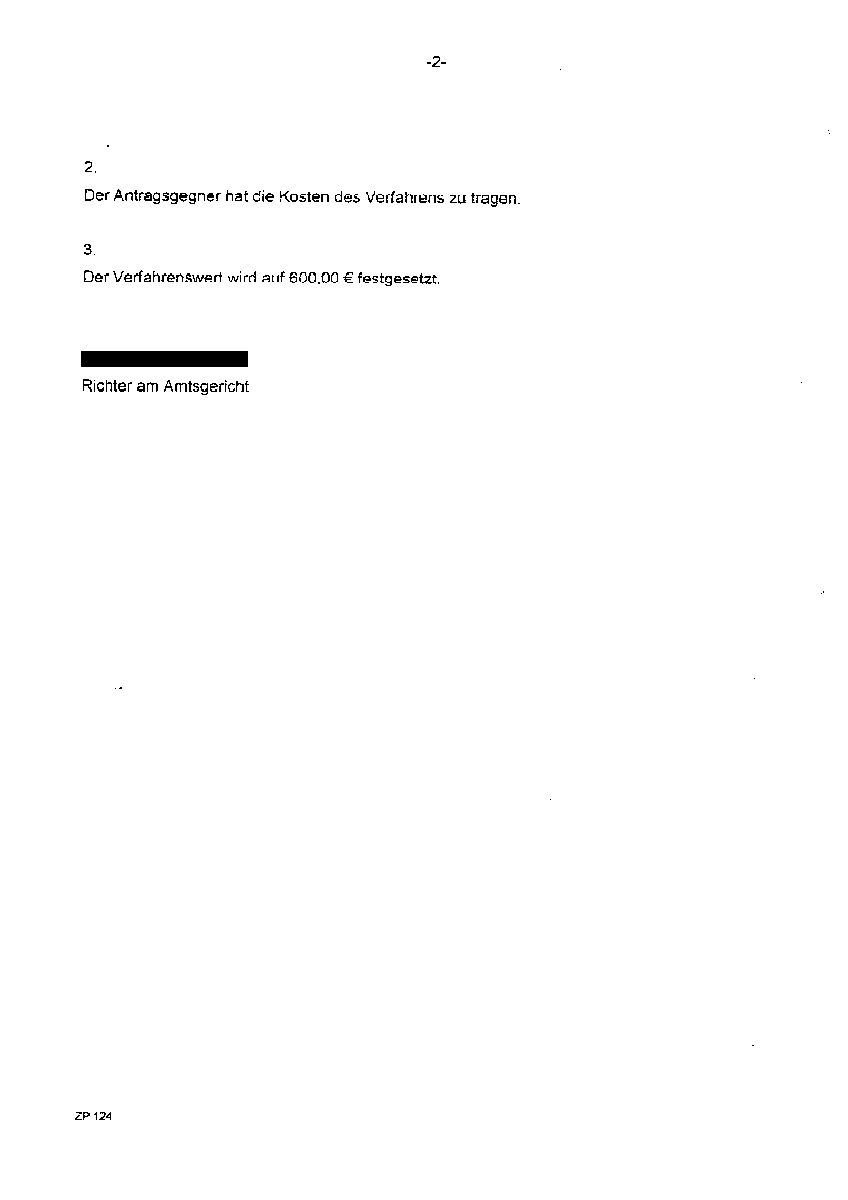
Seite 2